# BleachBit
A BleachBit a számítógép használata közben létrejövő ideiglenes fájlok kitakarítására szolgáló ingyenesen letölthető alkalmazás.
A program az Adobe Reader, APT, Bash, Beagle, Chromium, Epiphany, Firefox, Flash, GIMP, Google Earth, Java, KDE, OpenOffice.org, Opera, RealPlayer, Second Life viewer, Skype, VIM, XChat, Yum stb. programok fájljainak karbantartását is elvégzi.